# Glendale, Arizona
Glendale este un oraș din comitatul Maricopa, statul Arizona al Statelor Unite ale Americii.
1. ↑  Gran Enciclopèdia Catalana, accesat în 30 aprilie 2022
2. ↑   https://www.glendaleaz.com/cms/one.aspx?portalid=15209085&pageid=15331641, accesat în 9 mai 2022 Lipsește sau este vid: |title= (ajutor)
3. ↑  2016 U.S. Gazetteer Files